# Матросове
Матро́сове — село в Україні, у Святовасилівській сільській територіальній громаді Дніпровського району Дніпропетровської області. Населення — 53 мешканці.

## Географія
Село Матросове знаходиться за 2 км від правого берега річки Грушівка, біля її джерела. На відстані 0,5 км розташоване село Дальнє, за 1,5 км — село Промінь. Поруч проходить залізниця, платформа 277 км за 2 км.

## Історія
25 грудня 1997 року село Наталівської сільради увійшло до складу новоствореної Промінської сільради у Солонянському районі. 14 серпня 2015 року ввійшло до Єлізарівської громади.

## Населення

### Мова
Розподіл населення за рідною мовою за даними перепису 2001 року:
| Мова                | Відсоток |
| ------------------- | -------- |
| українська          | 96,2 %   |
| інші/не визначилися | 3,8 %    |